# Jaʿar Schweiz
Koordinaten: 32° 46′ 10″ N, 35° 32′ 31″ O
Der Jaʿar Schweiz (hebräisch יַעַר שְׁוַיְץ Jaʿar Šwajz, deutsch ‚Schweizwald‘, französisch Forêt Suisse) ist ein Wald im Stadtgebiet von Tiberias. Wegen der Nähe zu Wohngebieten und der guten Aussicht über den See Genezareth ist er ein Naherholungsgebiet mit jährlich hunderttausenden Besuchen.

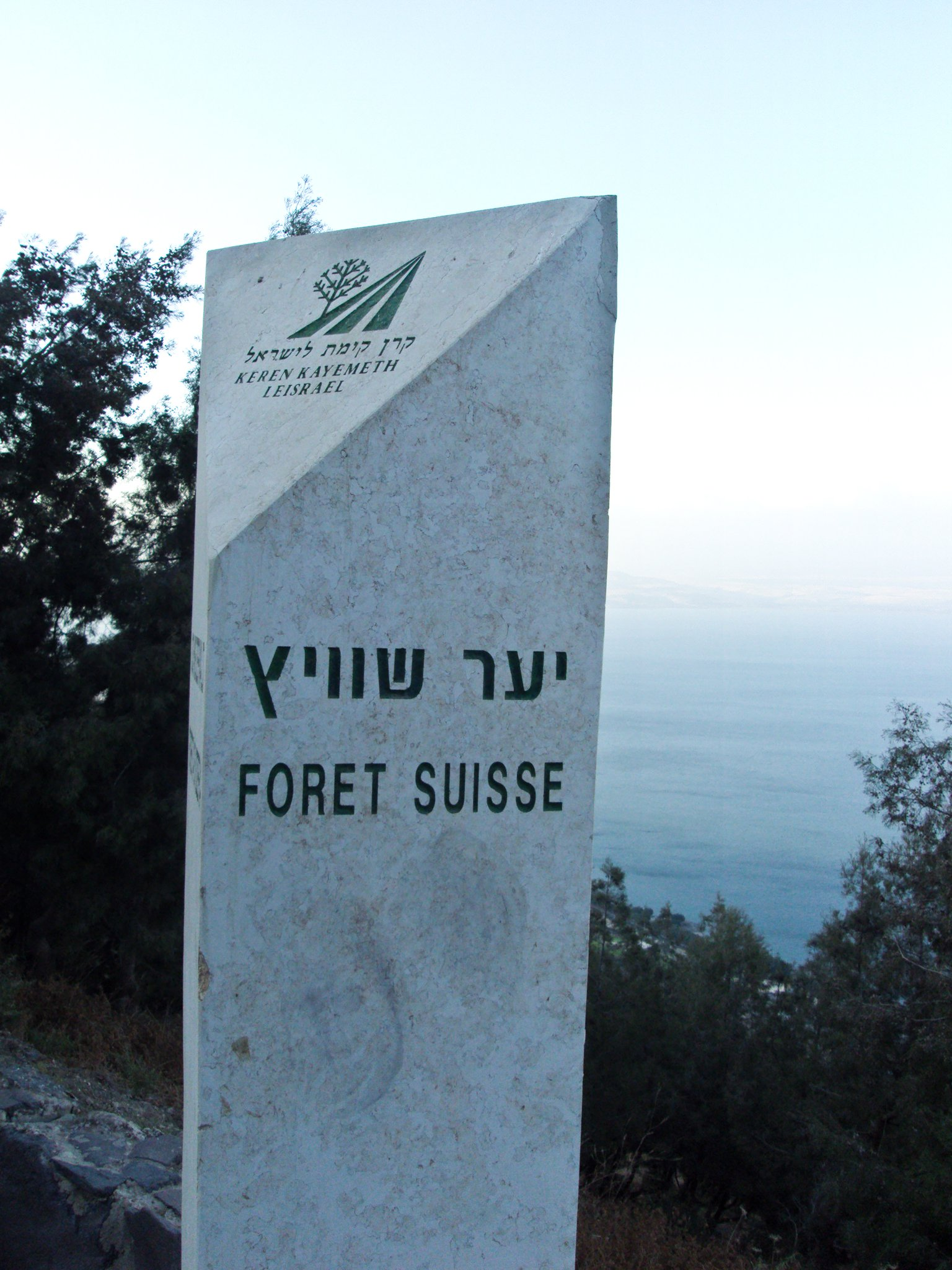
KKL-Namensstein am Mitzpor Jaʿar Schweiz, 2011

## Lage
Der Jaʿar Schweiz liegt auf der Westseite des Sees Genezareth im südwestlichen Weichbild der Stadt Tiberias. Er erstreckt sich am Steilhang, der den Übergang zwischen der untergaliläischen Ramat Porijja (רָמַת פּוֹרִיָּה) und dem tief eingeschnittenen Syrisch-Afrikanischen Grabenbruch am See Genezareth bildet. Unten an der Nationalstraße 90 (Kvisch ) am Seeufer grenzt der Jaʿar Schweiz an den mit 13 metrischen Dunam kleinen Nationalpark Chammat Tverjah (גַּן לְאֻמִּי חַמַּת טְבֶרְיָה Gan Ləʾummī Chammat Ṭverjah) von 1967. Oben am Grat, dem Reches Porijja (רֵכֶס פּוֹרִיָּה) liegt der Wald auf bis zu 200 Metern über dem Meeresspiegel und fällt dann über 1200 Meter Breite auf −170 Meter, also unter Meeresniveau, ab. Die Gesamtfläche des Jaʿar Schweiz beträgt etwa 3000 metrische Dunam und erstreckt sich über 3,5 km zwischen Tverjah ʿIllit im Norden, einem Stadtteil von Tiberias, und der Jugendherberge Porijja im Süden. Der Bewuchs ist lichter mediterraner Wald, noch längst nicht alle Flächen sind bewaldet.
Aus der Stadt im Norden bestehen mehrere Zugänge in den Wald, einige an größeren Straßen wie den Sderot Sappir  (שְׂדֵרוֹת סַפִּיר; in deren Südkurve), am Maʿaleh KKL (מַעֲלֶה קָקָ״לְ) Ecke Derech haGvura (דֶּרֶךְ הַגְּבוּרָה) und vom Rechov Klil haChoresch (רְחוֹב כְּלִיל הַחֹרֶשׁ) Ecke Rechov Chartzit (רְחוֹב חַרְצִית). Bei den Sderot Sappir erreicht der landesweite Fernwanderweg Schvil Jisraʾel von Norden kommend den Jaʿar Schweiz auf 170 Metern über Normalnull und durchmisst über sechs Kilometer Wegstrecke den Wald, bevor er ihn im Süden auf Meeresniveau beim ʿEin Porijja verlässt. Am ʿEin Porijja und der Herberge bestehen gut erschlossene Zugänge von der Regionalstraße 7677, die vom Ufer des Sees Genezareth hinauf nach Porijja ʿIllit Straße führt. Viele kleinere Zugänge bestehen an mehreren Stellen aus allen Richtungen.

## Geschichte
Die Geschichte des Jaʿar Schweiz durchlief vier Phasen. Die erste Aufforstung begann, als das Department of Agriculture & Forests des Government of Palestine 1927 die Steillage mit Setzlingen bepflanzen ließ. Nachdem kräftige Niederschläge 1934 dramatische Erdrutsche und eine Überschwemmung hinab in die Altstadt spülte, die 25 Menschen in Tiberias das Leben kostete, wurde die Aufforstung neu überdacht.
Mit 446 mm/m² Regen per annum ist Tiberias eher trocken, zudem verteilen sich die Niederschläge im Schnitt auf nur 31 Tage im Jahr. Daher sind Erdrutsche und Sturzfluten nur selten zu erwarten, aber eine nicht zu vernachlässigende Gefahr. Gemäß neuer Planung setzten Forstarbeiter schnell wachsende Baumarten hinzu, um einen Bewuchs einzuleiten, der bald Aufgaben eines Schutzwaldes übernehmen könnte. Daher bestand Hoffnung, der Aufwuchs könne schon Wirkung entfalten, bis wieder ein Unwetterereignis eintreten würde. Die Bepflanzung der Berghänge soll vor allem durch Wurzeldurchdringung den Boden halten. Selbst mäßige Niederschläge sind zu selten und das Gefälle zum See zu stark, weshalb kaum Wasser in den Boden einsickert, weshalb sich der Wald unbefriedigend entwickelte, viele Bäume gingen ein. Im Jahre 1941 erklärten die Mandatsbehörden den Wald bei Tiberias im Rahmen der Dürreverordnung zum geschützten Sondergebiet.
Anfänge der Betreuung durch den Jüdischen Nationalfonds
In ihrer finanziellen Notlage nach dem Krieg um Israels Unabhängigkeit bei hunderttausenden meist mittellosen Einwanderern verkaufte die israelische Regierung dem Jüdischen Nationalfonds (JNF-KKL) 1000 Quadratkilometer Land am 27. Januar 1949 für elf Millionen Israelische Pfund, im Oktober 1950 noch einmal 1000 Quadratkilometer. Dabei übernahm der JNF, der schon seit 1909 eigene Flächen aufforstete, auch den Wald bei Tiberias. Die Regierung betraute den JNF-KKL damit, die Naturflächen zu hüten, wiederherzustellen, auszubauen und nach Funktionen zu entwickeln (Erosionsverhütung, Artenschutz, Grundwasserregeneration, Besserung lokaler Mikroklimata, Erholung für Menschen). Bis in die späten 1950er Jahre pflanzte der JNF hauptsächlich Eukalypten, vor allem solche der Gattung Blauer Eukalyptus. Aus verschiedenen Gründen entwickelten sich die Setzlinge und jungen Bäume nicht gut, teils weil die gewählten Baumarten das Klima nicht vertrugen, für sie die Böden zu trocken und mager sind, ferner setzten Brände und unkontrollierte Beweidung durch Kühe dem Wald zu. Erdrutsche und Überschwemmungen nach starken Regenfällen begleiten die Geschichte des Waldes leider seit Jahren.
Hochwasservorsorge durch Verbauungen
Der Jüdische Nationalfonds setzte in den 1960er Jahren auf Verbauungen, die abfließendes Regenwasser quer zum Hang führen, in trichterförmigen Vertiefungen sammeln und über Ausflüsse dosiert auf breiter Front auf Hangflächen leiten, um den Abfluss des Regenwassers an den Hängen zu verlangsamen. Auch die Wege im Waldgebiet sind in Abschnitten, wo geeignet, so angelegt oder erneuert worden, dass sie abfließende Niederschläge hindern, den Steilhang hinabzuschießen. Das verringerte die Bodenerosion. Um die Vielfalt unter den Baumarten zu steigern, wurden auch Atlantische Pistazien, Johannisbrotbäume, Indische Jujuben und Jerusalem-Kiefern gesetzt, welch letztere sich jedoch in den lokalen Begebenheiten nicht bewährten.
Erneuerung in den 1980er Jahren
In den 1980er Jahren wählte der KKL mehr Baumarten aus, die den Umweltbedingungen besser gewachsen sind, darunter Setzlinge der Gattung Sandarakbaum, ein kleiner Nadelbaum des westlichen Mittelmeerraums, hauptsächlich in Nordafrika beheimatet. Sein Markenzeichen sind die Tannenzapfen, die nur vier Schuppen haben. Eine weitere Neuerung war die Anpflanzung großer Kassien, die den Wald verdichten und die Entstehung von Unterholz unterstützen. Auch die bereits vorher gesetzten Arten wurden weiter gepflanzt.

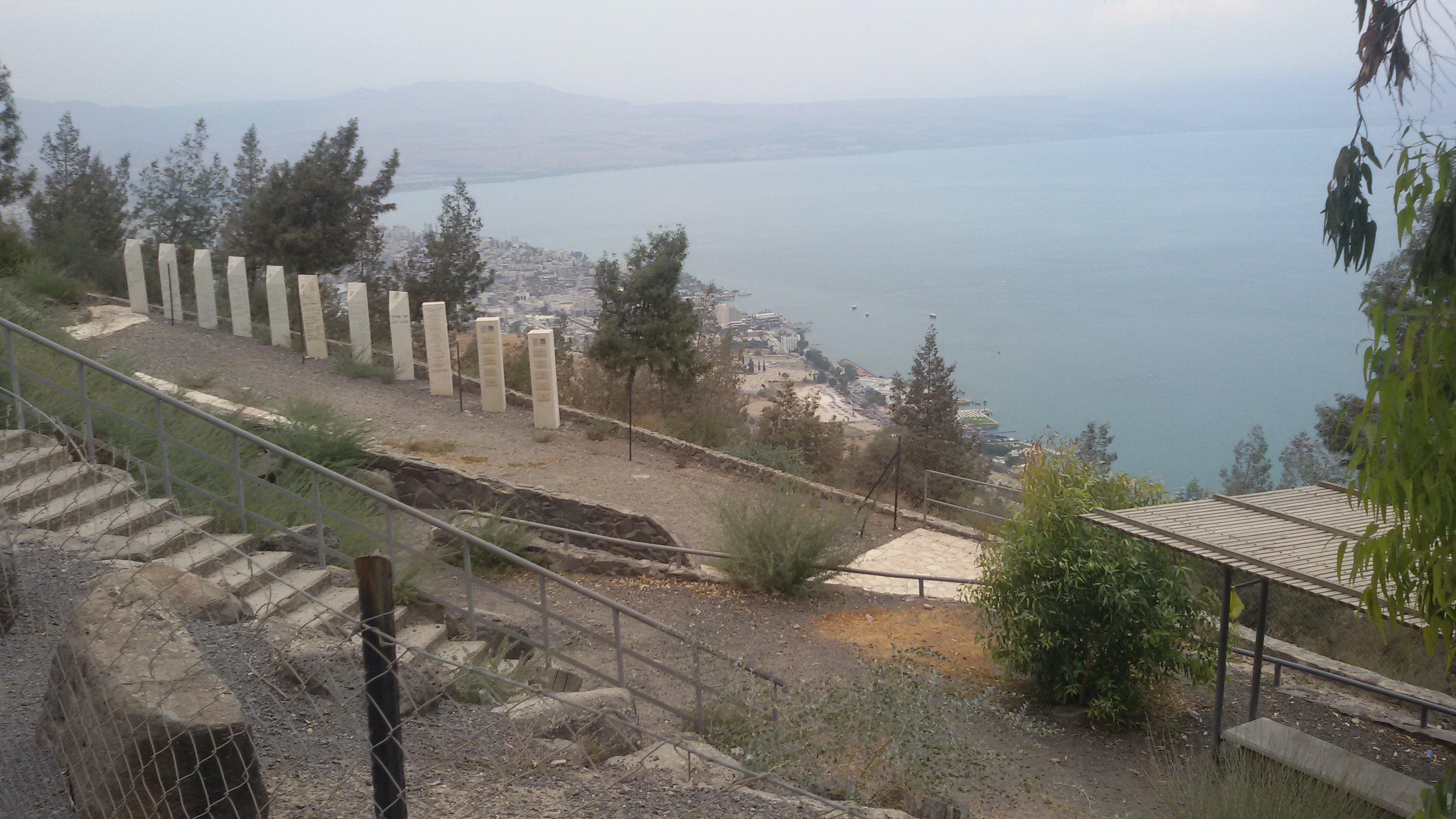
Alter Mitzpor Jaʿar Schweiz, 2019

Für die Erneuerung des Waldes wurden Schweizer Gönner gewonnen, der Jüdische Nationalfonds Schweiz unternahm die Einwerbung der Spenden. Im Prozess der Sanierung entstand eine Aussichtspunkt, auf hebräisch מִצְפֶּה Mizpeh, deutsch ‚Warte‘ genannt, mit Ausblick über die Stadt, den See Genezareth und auf den Golan, wo Stelen stehen, in deren Seiten Listen eingraviert sind, welche die Namen der schweizerischen Spender aufführen. Deshalb war Pierre Aubert, Vorsteher des Eidgenössischen Departements für Auswärtiges (EDA), am Rande seines Israelbesuchs 11. bis 15. Oktober 1985 eingeladen, die Warte einzuweihen und der JNF-KKL benannte den Wald als Jaʿar Schweiz.

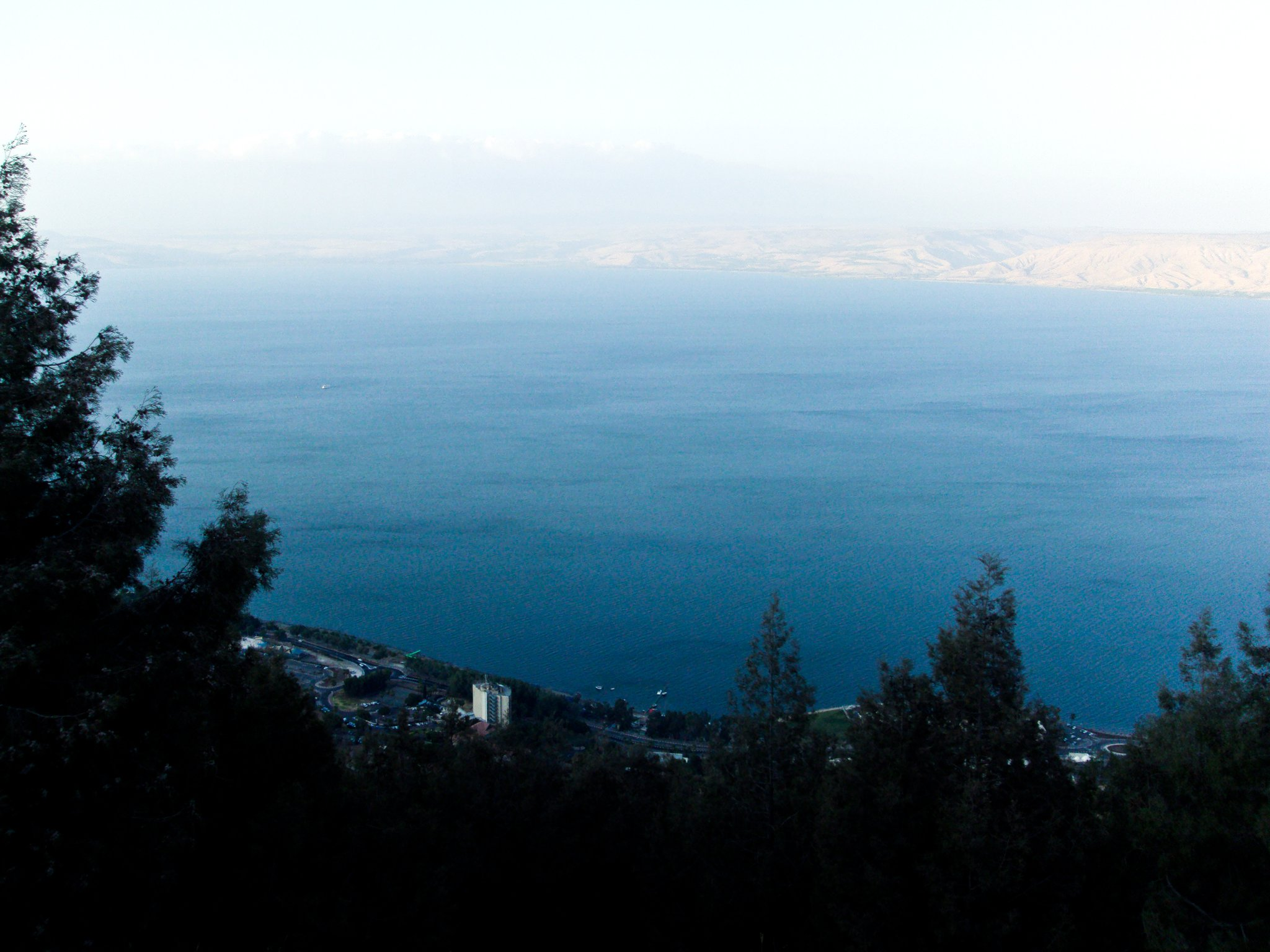
Blick durch Wipfel des Jaʿar Schweiz gen Tiberias, 2011

Mit dieser Benennung war die Erneuerung nicht abgeschlossen, sondern sollte das Interesse bei Schweizern geweckt werden. Der Wald wurde unter Schweizer Israelfreunden eine Bezugsgröße. Manche Reisegruppe aus der Schweiz nimmt den Jaʿar Schweiz als Etappe in die Reiseplanung. Am 11. April 1994 versammelten sich Freunde und Beteiligte auf der Warte des Jaʿar Schweiz, im Andenken des schweizerischen Judenretters Paul Grüninger, Gerechter unter den Völkern, zu einer Gedenkfeier. Eingehende Spenden erlaubten 400.000 Baumpflanzungen in die Hängen, jährlich 30.000 Setzlinge.
Weitere Angebote für die Freizeitgestaltung kamen hinzu: In der zweiten Januarwoche 2012 übergab Bürgermeister Sohar ʿOved (זֹהַר עֹובֵד) den Mountainbikern eine Velostrecke durch den Wald, die der JNF-KKL in Zusammenarbeit und mit der Stadt Tiberias finanzierte. Zusätzlich wurden im Frühjahr 2012 etwa 7.000 neue Bäume gepflanzt. Spender aus Sankt Gallen finanzierten 2018 in einem Waldbereich namens Park Elot – Sankt Gallen die Anlage eines barrierefreien Picknickplatzes.

## Wald und Landschaft
Von der Ramat Porijja etwa fünf Kilometer Luftlinie südwestlich von Tiberias aus überblickt man den ganzen Jaʿar Schweiz wie den See Genezareth. Das Grün des Waldes, unterbrochen von Wiesen, ist das Ergebnis von bald 100 Jahren Aufforstung und Grünpflege. Der Wald bietet malerische Wanderwege, gut angelegte Picknickplätze und spektakuläre Ausblicke, von denen je nach Ausrichtung der See Genezareth und die Golanhöhen, der südliche Golan und das Jordantal bis hin nach Jordanien, der Chermon und die Berge von Ginnossar zu sehen sind. Auf der Nordseite des Waldes präsentiert sich die Stadt Tiberias. Die Wege sind gut ausgeschildert. Eine Wanderung lohnt sich am Nachmittag, wenn die Sonne auf den See Genezareth und die Golanhöhen scheint und der Jaʿar Schweiz im Schatten des Reches Porijja liegt.
Der in Nord-Süd-Richtung gestreckte Jaʿar Schweiz ist durch Hauptwege erschlossen, die in der gleichen Richtung verlaufen, so dass sie mit geringem Höhenunterschied gezogen werden konnten. Der westlichste und höchste Weg im Wald ist der von Nord nach Süd verlaufende landesweite Fernwanderweg Schvil Jisraʾel, der in diesem Abschnitt befestigt ist und etwa 400 Meter über dem Seeniveau (−209 m) liegt. An ihm liegen einige Haltepunkte, darunter der Mitzpor Carl Lutz, der Mitzpor Jaʿar Schweiz, beide mit Ausblick, und der ʿEin Porijja. Etwas hangabwärts verläuft die asphaltierte Panoramaroute Derech Nof (hebräisch דֶּרֶךְ נוֹף ‚Weg der Schönen Aussicht‘) über sechs Kilometer durchs Waldgebiet. Sie beginnt an der Nordkurve der Regionalstraße 7677 im Süden des Waldes, passiert nach 200 Metern die Herberge Porijja (אַכְסַנְיַת פּוֹרִיָּה) der Aguddat Achsanjot Noʿar beJisraʾel (אֲגֻדַּת אַכְסַנְיוֹת נֹעַר בְּיִשְׂרָאֵל Verband der Jugendherbergen in Israel). Die 7677 ist dabei einer der landschaftlich schönst gelegenen Serpentinenstraßen Israels.

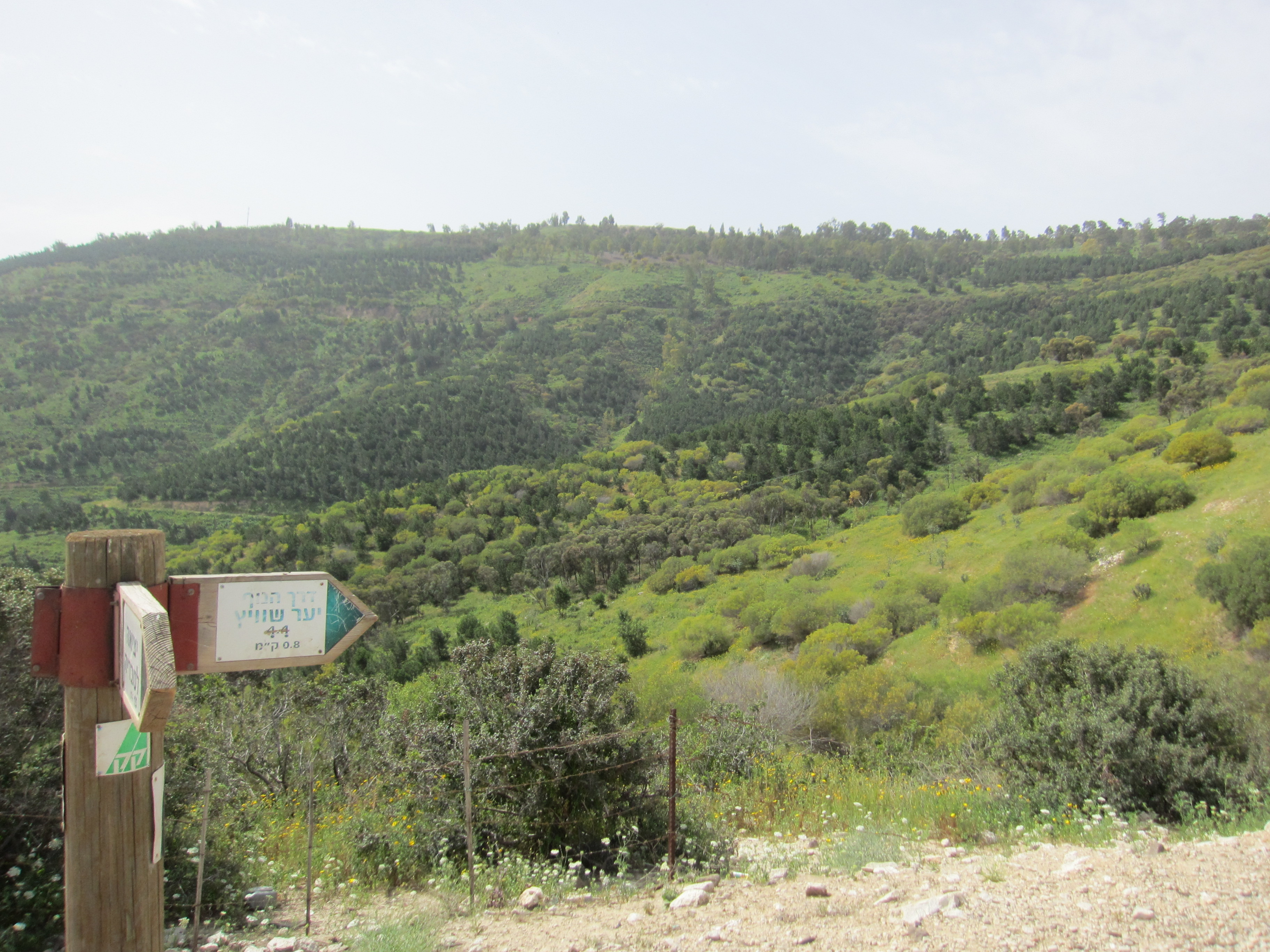
800 Meter ab von der Derech Nof im Jaʿar Schweiz, 2013

Nach gut zwei weiteren Kilometern laufen Schvil Jisraʾel und Derech Nof am Parkplatz Chanjon Jaʿar Schweiz zusammen, bevor sie sich 800 Meter weiter nördlich wieder trennen. Im gemeinsamen Abschnitt beider Wege befindet sich der Mitzpor Jaʿar Schweiz (180 m nördlich des Parkplatzes). Die Derech Nof liegt an ihrem Beginn im Süden auf 60 Metern Höhe, im mittleren Verlauf bis auf 150 Meter ansteigend, und endet im Norden an der Derech haGvurah Ecke Maʿaleh KKL auf 40 Metern über Meeresspiegel, was um die 250 Meter überm Seeniveau (−209 m) liegt. Auch einige andere Wege im Jaʿar Schweiz sind asphaltiert und für Kinderwagen geeignet, so einer östlich ab von der Derech Nof hinauf zum Berenike-Berg. Dieser etwa 900 Meter lange Weg ist sehr steil und für Karren und Fußgänger geeignet. Starkes Gefälle bzw. große Steigung von West nach Ost erfordern, dass Wege in dieser Richtung durch Serpentinen und Spitzkehren, die Höhenunterschiede bewältigen. An den befestigten Wegen befinden sich Picknickplätze und Spielmöglichkeiten und Klettergerüste für Kinder.
Für Mountainbiker führt eine herausfordernder Veloparcours durch das Waldgebiet. Dieser Radweg ohne querenden Autoverkehr gilt als die längste Mountainbikestrecke im Norden Israels. 43 kleine Quellläufe entspringen im Jaʿar Schweiz und vereinigen sich zu 16 Bächen (unter anderem Nachal Berenike, Nachal Chammat, Nachal Menorim, Nachal Menora, Nachal Siʾah [נַחַל סִיאָה], Nachal ʿOsch [נַחַל עוֹשׁ]), die aus dem Wald kommend in den See Genezareth münden. Am südlichen Ende des Waldes bietet die Quelle ʿEin Poriya Erfrischung in kleinen Becken.

### ʿEin Porijja
Im südlichen Waldgebiet findet sich der ʿEin Porijja (hebräisch עֵין פּוֹרִיָּה ‚Quelle Porijjas‘, arabisch عَيْنٌ مَالِحَةٌ, DMG ʿAyn Mālicha ‚Salzige Quelle‘; ⊙), die Quelle des Nachal Schalem, der von dort zum See Genezareth auf −209 Meter hinabfließt. Das Gewässer entspringt einer Felsspalte und seine Wasser werden zunächst in ein Speicherbecken gesammelt. Gelegen am Schvil Jisraʾel bieten die Wasserspeicher den Wanderern auf breitem Beckenrand sitzend Erfrischung. Dattelpalmen beschatten Picknick-Tische.

### Berenike-Berg
Aus dem abfallenden Steilhang sticht der Berenike-Berg (הַר בֶּרֶנִיקִי Har Berenīqī; ⊙) heraus, der Hausberg von Tiberias, der den See Genezareth um 190 Meter überragt und dessen Gipfel auf −20 Metern unter dem Meeresspiegel liegt. Die erodierten Felsklippen des Berges bilden das Naturreservat Klippen des Berenike-Berges (שְׁמוּרַת מְצוֹקֵי בֶּרֶנִיקִי Schmūrat Məzōqei Berenīqī) mit 273,4 metrischen Dunam, wovon das Gipfelplateau ausgenommen ist, das als archäologische Zone von 4,6 Dunam den kleinen Nationalpark Berenike (גַּן לְאֻמִּי בֶּרֶנִיקִי Gan Ləʾummī Berenīqī) darstellt.

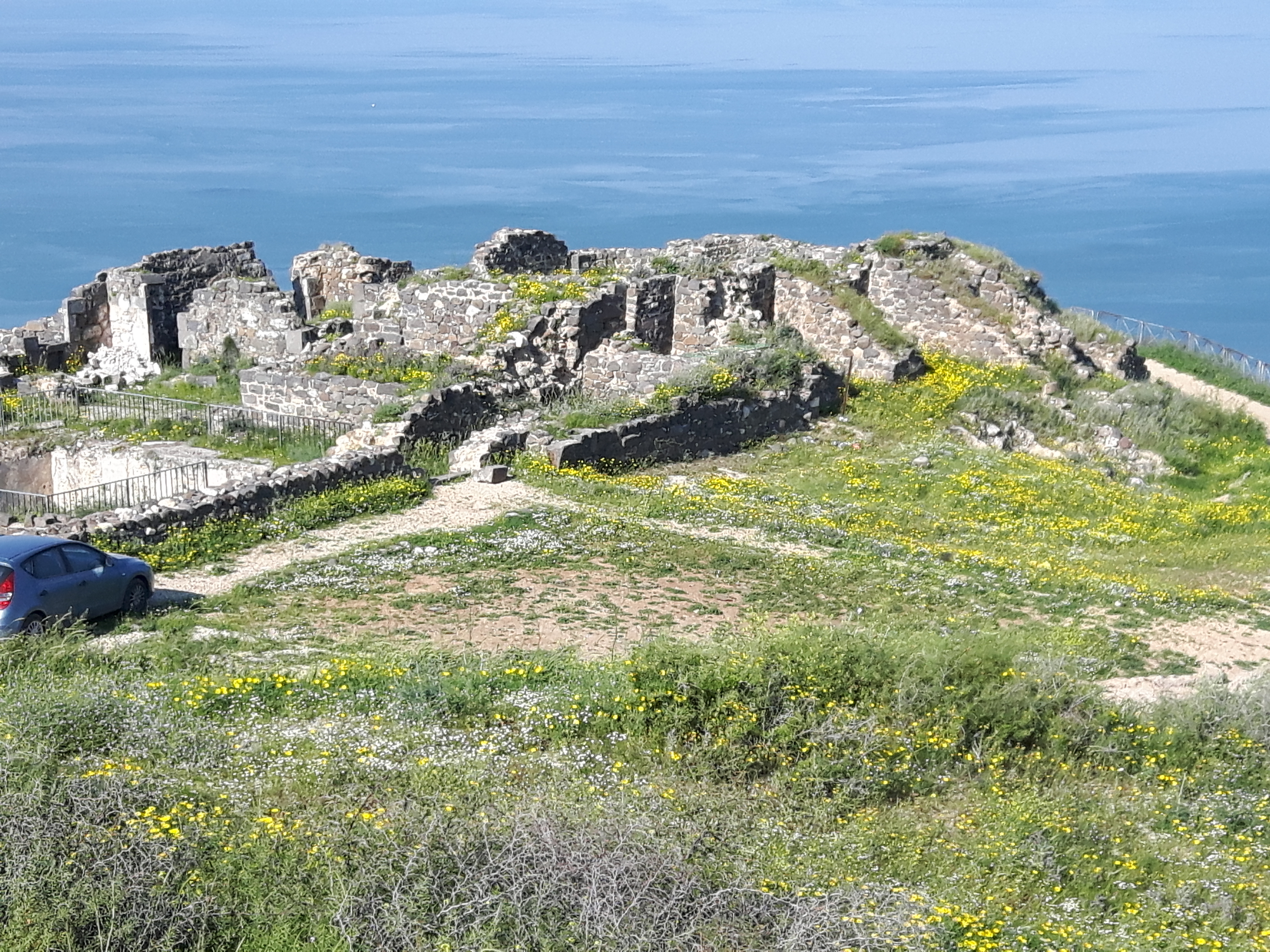
Byzantinische Ankerkirche auf dem Berenike-Berg, 2017

#### Ankerkirche
Auf dem Gipfelplateau finden sich die Reste der so genannten Ankerkirche (כְּנֵסִיַּת הָעֹגֶן Knessijjat haʿOgen), einer von Yizhar Hirschfeld ergrabenen byzantinischen Kirche des Bautyps Basilika. Kaiser Justinian I. ließ die Stadtmauer so um Tiberias ziehen, dass sie auch die Ankerkirche umschloss.

### Mitzpor Jaʿar Schweiz
Den Mitzpor Jaʿar Schweiz (hebräisch מִצְפּוֹר יַעַר שְׁוַיְץ Mitzpōr Jaʿar Šwajz, deutsch ‚Aussichtspunkt Schweizwald‘; ⊙) weihte Pierre Aubert am 11. Oktober 1985 ein, bevor der Bundesrat das offizielle Besuchsprogramm aufnahm. Der ursprüngliche Ausguck bot einen guten Blick ostwärts über See und Golan. Die verschiedenen Stelen mit Spendernamen wurden hier peu à peu bei Eingang und Verwendung der Spenden für den Jaʿar Schweiz aufgestellt. In Folge von Erdbewegungen im Hang brach 2019 eine Stützmauer des Mitzpor weg und die statische und geologische Untersuchung ergab, dass der gesamte Bereich nicht mehr sicher ist. Daher wurde der alte Mitzpor aufgegeben.
Eine neue Aussichtswarte mit den alten und neuen Stelen mit eingravierten Spendernamen wurde im Juni 2022 nach dreijährigen Bauarbeiten mit einem Gesamtaufwand von 2,5 Millionen Neue Israelische Scheqel (NIS) fertiggestellt, von denen eine Million von Schweizern stammte. Der neue Standort wurde so gewählt, dass eine erneute Erdrutschgefahr unwahrscheinlich ist und liegt unweit des ursprünglichen Standorts, ziemlich in der Mitte der Länge des Waldes. Am neuen Standort passieren Schvil Jisraʾel und die Panoramaroute Derech Nof in gemeinsamer Wegführung. Zum Mitzpor Carl Lutz sind es 1,7 km nordwärts und 2,9 km südwärts zur Mitzpeh Oron Schaʾul.
Die neue Warte schiebt sich mit ihrer auf einem Halbbogen vorkragenden Aussichtsplattform wie ein Balkon über den Hang und bietet eine atemberaubende Aussicht. Seiten und Brüstungsmauern sind mit dem lokalen vulkanischen Basalt verkleidet. Sechs geneigte schlanke Säulen tragen ein lichtdurchlässiges Dach mit einer Musterung von Eukalyptuslaub, das die Sonneneinstrahlung dämpft, aber bei Niederschlägen und Winden die Menschen darunter auch beschirmt.

### Mitzpor Carl Lutz
Am nordwestlichen Rand des Jaʿar Schweiz besteht ein Aussichtspunkt zu Ehren des Schweizer Diplomaten Carl Lutz, der Mizpor Carl Lutz (hebräisch מִצְפּוֹר קַארְל לוּץ; ⊙), der am Fernwanderweg Schvil Jisraʾel liegt, der den Jaʿar Schweiz an seiner westlichen Längsseite passiert. Der Mitzpor ist Aussichtspunkt und Ehrenmal zugleich, um an Carl Lutz zu erinnern, der 1944 über 62.000 Juden in Budapest rettete, indem er ihnen ohne Deckung des Schweizer Bundesrats Schutzbriefe ausstellte.
Lutz, Gerechter unter den Völkern, war von 1942 bis 1945 Vicekonsul in Budapest, wo er an Kontakte zu Nazis anschließen konnte, die er in seiner Zeit am Konsulat Jaffa (1935–1940) durch Umgang mit seinen Pendants vom deutschen Konsulat geknüpft hatte, besonders als er ab 1939 mit Vertretung Palästinadeutscher als feindliche Ausländer im britischen Mandatsgebiet betraut war, darunter auch Nazis in der NSDAP/AO.
Der Einweihung am 23. November 2017 wohnten bei seine Stieftochter Agnes Hirschi, weitere Personen, darunter einige die Carl Lutz per Schutzbrief gerettet hatte wie deren Nachfahren, Bürgermeister Jossi Ben David sowie der Schweizer Botschafter Jean Daniel Ruch. Die Errichtung des Mitzpor initiierte die Augustin Keller-Loge (Zürich), gewann die Evi und Sigi Feigel-Loge (ebenda), die Loge Henry Dunant (Genf) und die Loge Edmond Fleg (Lausanne), alle Teil der B’nai B’rith, die auch die Spenden einwarben.

### Mitzpeh Oron Schaʾul

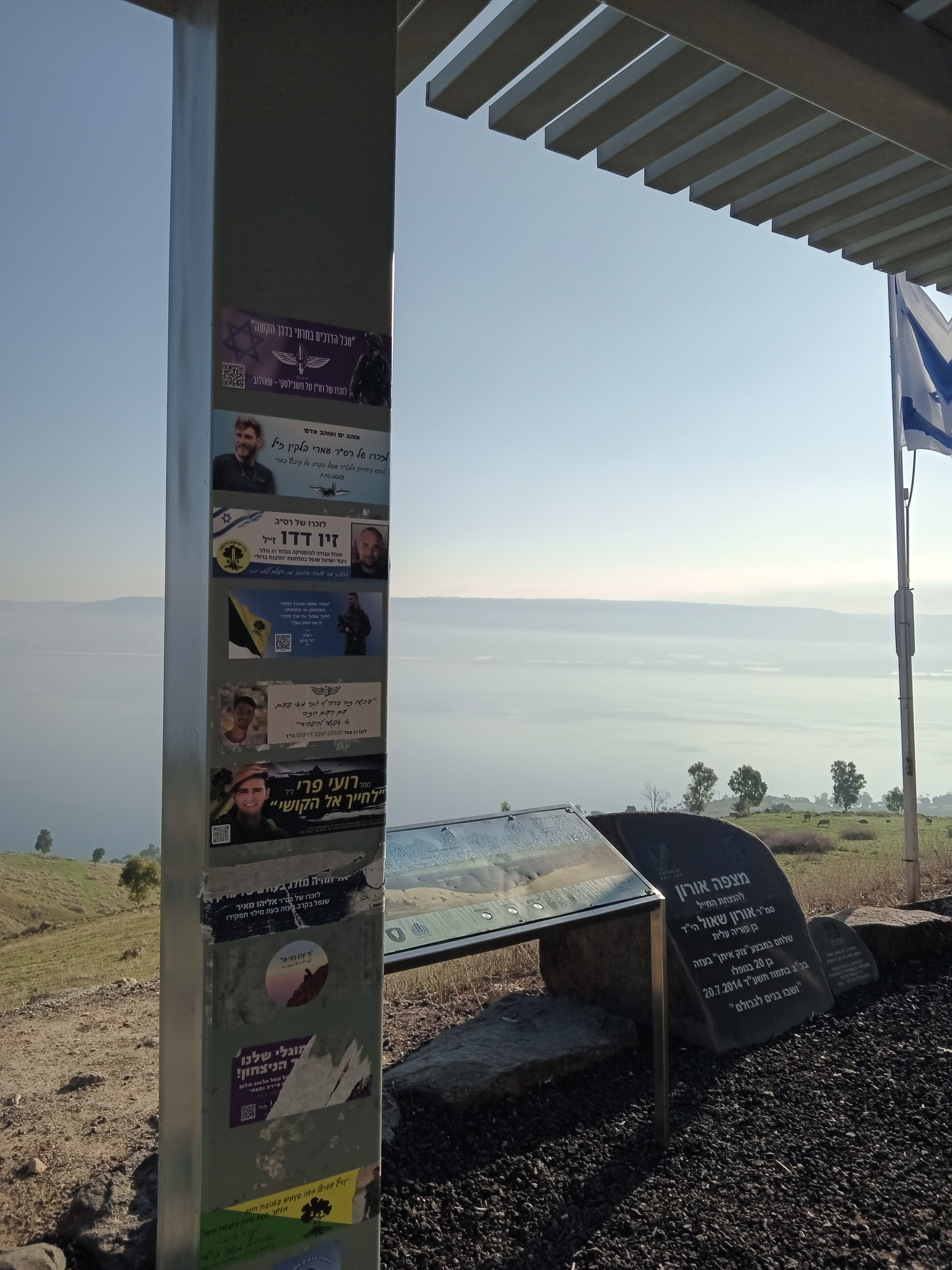
Widmungsstein und Ausblick am Mitzpeh Oron Schaʾul, 2025

Der Mitzpeh Oron Schaʾul (מִצְפֵּה אוֹרוֹן שָׁאוּל Mizpeh Ōrōn Schaʾūl; ⊙) ist eine Warte am Ostufer des Sees Genezareth mit Ausblick auf See und Golan. Die Warte liegt am südlichen Ende des Jaʿar Schweiz, 4,6 km südöstlich des Mitzpor Carl Lutz und 400 Meter südsüdöstlich von der Herberge Porijja. Am 21. April 2015, dem ʿErev des Jom haSikkaron, beging eine große Zahl Teilnehmer die Einweihung der Warte als Gedenkfeier für den Namensgeber.
Denn die Warte ist zugleich ein Ehrenmal für Oron Schaʾul (1993–2014), der als Stabsfeldwebel des 13. Bataillons der Golani-Brigade am 20. Juli 2014 in Shuǧaʿiyya im Krieg der Hamas gegen Israel verwundet in ihre Gewalt geriet, den sie im Juni 2014 begann und erst nach der Niederlage in der Operation Protective Edge im August des Jahres einstellte. Er konnte nicht befreit werden und ist in Geiselhaft gestorben. Statt also eines Grabes als Stätte ewiger Erinnerung warb seine Familie erfolgreich darum, einen anderen Gedenkort zu schaffen. Schaʾul war ein Einwohner des nahen Porijja ʿIllits. Während des Krieges der Hamas gegen Israel, den sie am 7. Oktober begann, konnte Zahal Schaʾuls sterbliche Überreste am 18. Januar 2025 bergen, worauf sie zwei Tage später auf dem Friedhof Porijja ʿIllit am Waldrand des Jaʿar Schweiz beigesetzt wurden.